# Kauhsen
Kauhsen foi uma equipe alemã de automobilismo, fundada por Willi Kauhsen, inscrita para 2 Grandes Prêmios na temporada de 1979 da Fórmula 1, sem obter classificação para nenhum deles.

## História
Willi Kauhsen, que havia corrido pela Porsche e Alfa Romeo, fundou sua equipe de corrida para a Formula 2 em 1976, comprando o campeão de Fórmula 2 Elf-Renault 2J. Willi Kauhsen, depois de ter uma equipe de Fórmula 2, decidiu, em 1979, entrar para Fórmula 1, construindo seus próprios chassis. Desenhado por Klaus Kapitza, o Kauhsen WK, pilotado pelo italiano Gianfranco Brancatelli, entrou pela primeira vez em um treino oficial no GP da Espanha, não conseguindo se classificar para a largada. Brancatelli tentou mais uma vez na Bélgica, novamente sem sucesso. Desiludido, depois de vários esforços para tornar o carro competitivo, Willi Kauhsen vendeu o projeto para o piloto italiano Arturo Merzario, que denominou o carro de Merzario A2, sendo também um fracasso, não conseguindo se classificar em sete tentativas.